# 新世紀國軍戰士
《新世紀國軍戰士》，是臺灣漫畫家韋宗成編繪的搞笑漫畫，以中華民國陸軍為主題，描繪一少年在新兵訓練結束後進入彰化縣八卦山，這裡是國防機密巨型機器人「漢神號」的基地。 於2013年7月27日由未來數位發售，以作者自身當兵的回憶作為發想。 

## 登場角色
主角
分配到彰化八卦山漢神旅的新兵，過去從漢神旅成立之時就對其有憧憬，但實際下部隊到這裡後才發現這裡與理想中的漢神旅似乎略有差異。
不知為何很常被連上的士官長給挑逗，甚至會跑來他床上睡。
韋宗成
主角所屬四班的班長，下士，負責政戰，也是作者自身在漫畫中的形象。
雖然身為士官幹部，但在作品中經常因為白目個性而把上級們給氣的七竅生煙。
為人相當好色，也因為這個個性而交不到女朋友，相當不受女性歡迎，甚至連軍中的女鬼都在他退伍後才敢出來作祟。
連長
主角所屬機神營第二連的長官，上尉。
雖然外表兇惡，但其實很體恤下屬，尤其很會對付欺負新兵的士官和老兵，時常被下屬宗成的天兵行為氣的發火。
已婚並育有一兒，因為知道軍中的各項黑幕，所以曾威脅自己的兒子以後不准成為職業軍人。
小羊
主角所屬機神營第二連的排長，中尉
特徵是自己親自抓的洋蔥頭，時常被下屬宗成的天兵行為氣的發火。
雖然聲稱自己的連部一天，一切都最高標準，但下值星分配到有電玩的據點後也露出了真面目。
小明
主角連上第一班的班長及參二，下士，負責情報。
雖然是個金髮的俊男，但卻有嚴重的戀獸癖，不但對連上的母軍犬情有獨鍾，還經常穿著動物裝或以裸體的樣子登場。
士官長
女性，三等士官長，身材姣好且穿著裸露，喜歡喝酒和性挑逗長得可愛的男兵，尤其是主角。
與外表不同的是打架功夫很強。
阿猴
主角連上第一班的副班長，下士。
因為長相的緣故，所以常被宗成調侃說長得像黑猩猩，本人也相當在意這點
意外的有女朋友，本人也曾經在六都爭霸中以路人身分客串。
小思
主角連上第四班的副班長，下士。
有著女性容貌的嬌小男士官，也因為如此軍中多數男兵會因為他無意間的行為而對起生理反應。
彭黑龍
主角連上第二班的班長及參一(負責人事)，中士。
長相相當有東南亞風味(曾被調侃過這點)，雖然看似是漢神旅中相對正常的一位，其實也常做模仿動漫動作或公開徵求謎片等蠢事。
阿斌
主角連上的學長之一，上兵。
身材粗壯，負責清洗油水分離槽。初期很會欺負新兵，並拗主角等人做事，但後期開始對主角不錯，也時常說出一些軍中的黑幕。
在退伍前就有嫖妓的習慣，退伍不到24小時就因為嫖妓被抓而移送軍法。
輔導長(舊)
在漢神旅人事大調整前的軍官。
因為都往網咖跑，所以整部作品都沒有出現長相。
輔導長(新)
在漢神旅人事大調整後新來的女軍官，中尉，整個漢神旅少數的正常人之一。
相當厭惡個性好色的宗成，一直想把他拔階送禁閉。
在正經的外表下意外的有點腐女的個性，同時也對自己的年紀頗為在意。
旅長
在漢神旅人事大調整後新來的最高長官，中將，因為其粗大的眉毛而被旅上的軍人們私下戲稱是蠟筆小新
整個漢神旅少數的正常人之一，也常被被下屬宗成的天兵行為氣的發火。
賈不妙
主角所屬機神營的營長，中校，作品中期因為升官而被調往別處。
常把美學掛在嘴邊，對美學的要求龜毛到常讓下屬相當不爽。
造型戲仿已故的蘋果公司創辦人賈伯斯。
小雅
女學生，負責操縱國軍機器人漢神號的三位國中生之一。
非常討厭宗成，常不時與他鬥嘴（曾因在體能訓練時和他互嗆而被罰站），後期時常抓到把柄後跑去和旅長告狀來讓宗成受罰。
雞排妹
軍營外小蜜蜂(活動營站車)的販賣者。
因為其裸露的火辣身材和大膽的作生意方式，所以就算商品很貴仍舊生意極佳，幾乎天天來主角的第二連兜售商品。

## 外部連結
- 新世紀國軍戰士宣傳頁 （页面存档备份，存于）創意漫畫大亂鬥（繁體中文）
- 新世紀國軍戰士 - myrenta電子租書平臺 （页面存档备份，存于）（繁體中文）